# Tsugaru Tsugumichi
Tsugaru Tsugumichi est un nom japonais traditionnel ; le nom de famille (ou le nom d'école), Tsugaru, précède donc le prénom (ou le nom d'artiste) Tsugumichi.
Tsugaru Tsugumichi (津軽 承叙, 24 septembre 1840-7 décembre 1903) est le 4e et dernier daimyō du domaine de Kuroishi dans le nord de la province de Mutsu dans le Honshū au Japon (moderne préfecture d'Aomori). Son titre de courtoisie est Shikibu-daisuke (ministre des Services civils).

## Biographie
Tsugaru Tsugumichi est le fils de Tsugaru Nobuyuki, 10e daimyō du domaine de Hirosaki.
Après avoir épousé la fille de Tsugaru Tsuguyasu, 3e daimyō de Kuroishi, il est adopté comme héritier officiel en raison d'absence de descendant mâle à la mort de Tsuguyasu en 1851. Tsugumichi devient daimyō au cours de la turbulente période du bakumatsu durant laquelle le clan Tsugaru se range d'abord du côté des forces pro-impériales de l'alliance Satchō et attaque le proche domaine de Shōnai,. Cependant, les Tsugaru changent rapidement de bord et rejoignent brièvement l'Ōuetsu Reppan Dōmei. Toutefois, pour des raisons encore obscures, les Tsugaru se retirent de l'alliance et rejoignent la cause impériale après quelques mois et participent à plusieurs combats pour la cause impériale pendant la guerre de Boshin, notamment celles de Noheji et de Hadotake.
Après la restauration de Meiji et l'abolition du système han, Tsugumichi est nommé gouverneur impérial de Kuroishi, fonction qu'il occupe de 1869 à 1871, époque à laquelle le territoire est absorbé dans la nouvelle préfecture d'Aomori. Lorsque le nouveau système de noblesse (kazoku) est établi en 1882, il reçoit le titre de shishaku (vicomte) et devient membre de la Chambre des pairs en 1890. À la fin de sa vie, il est renommé pour ses poèmes waka. Sa tombe se trouve au cimetière Yanaka dans l'arrondissement Taitō-ku à Tokyo.

## Source de la traduction
- (en) Cet article est partiellement ou en totalité issu de l’article de Wikipédia en anglais intitulé « Tsugaru Tsugumichi » (voir la liste des auteurs).